# Dustin the Turkey

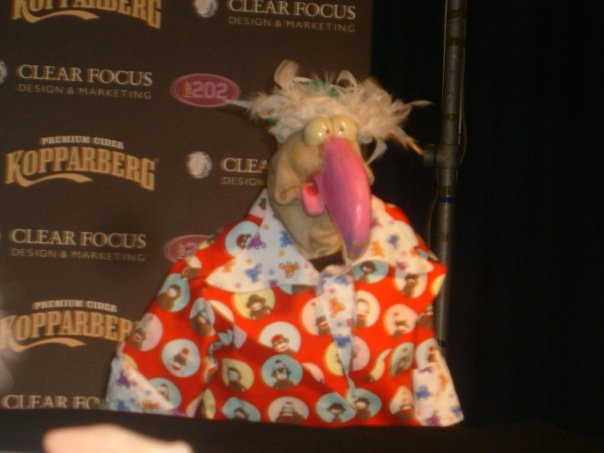
Dustin the Turkey.

Dustin the Turkey est une marionnette irlandaise de dindon, qui apparaît comme présentateur télévisé depuis 1989 dans l'émission The Den (en), de la RTÉ. 
Il a aussi été désigné par les irlandais pour représenter leur pays à l'Eurovision 2008 avec la chanson Irelande Douze Pointe,.